# Gonzalo de los Ríos
Gonzalo de los Ríos y Ávila Baena Mendoza Enríquez de Cisneros (Córdoba, 1515) fue un hidalgo, soldado español en la conquista de Chile. 

## Emboscada de Con Con

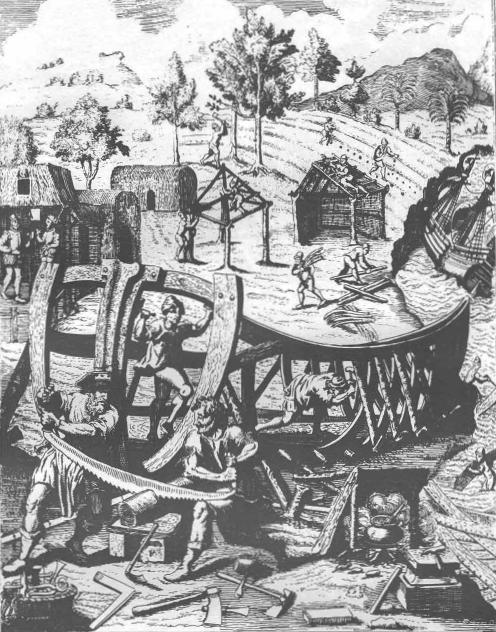
Construcción de un Navío. En Historia general de las Indias Occidentales, por Antonio de Herrera y Tordesillas.

Pedro de Valdivia envía a Gonzalo de los Ríos al valle de Quillota en agosto de 1541 a parlamentar con el Toqui Tangalonco, pues le habían prometido oro los indígenas del Mitimae de Quillota. Además, debía asistir a la desembocadura del río Aconcagua para hacer un bajel con el que ir al Perú. Pero cayó en una emboscada de Tangalonco, que se subleva en Quillota y mata a los españoles, negros e indios peruanos. Otros refieren este lugar como la desembocadura del Estero Marga Marga en Viña del Mar, lo que parece más plausible por su cercanía con los lavaderos de oro de Marga Marga

Pues llegados que fueron al valle de Guillota, pidióles el capitán indios para cortar madera de que se hiciesen tablas para el barco; diéronselos cautelosamente muchos más de los que pidió por descuidarlo, y así mismo comenzaron a sacar el oro de que había abundancia en las minas; y un día que los vieron descuidados, vino el señor principal del valle con unos granos de oro gruesos como nueces al capitán Gonzalo de los Ríos, dejando toda su gente emboscada junto a ellos, y le dijo: "Señor, toma este oro, que como éste te daremos breve lo que prometimos a Valdivia". Gonzalo de los Ríos tomó el oro y estándolo mirando, el indio alargó la mano y sacándole el espada de la cinta le tiró una estocada con ello y dio voces llamando su gente. Salieron de sobresalto contra todos ellos con tanto ímpetu, que aunque estuvieran sobre aviso los mataran todos, como los mataron, dándoles tantos flechazos por el cuerpo, teniéndolos cercados, que los pobres españoles, viéndose en tanta necesidad, pelearon desesperadamente sin que quedase ninguno de ellos a vida, si no fue el capitán Gonzalo de los Ríos y un negro, que acertaron a tener los caballos ensillados cuando oyeron salir los indios de la emboscada; y como el indio le sacó al capitán la espada de la cinta, huyeron a los caballos y llegaron a la ciudad de Santiago diez y seis leguas de camino en un día, donde Valdivia fue avisado de lo sucedido.
Góngora de Marmolejo.

## Alzamiento de Tangalonco
Con infatigable tenacidad, Tangalonco visitó a todos sus aliados en los valles de Aconcagua y Maipo, logrando reunir un total de 10 000 guerreros. Luego se dirigió a los promaucaes de Cachapoal y los informó sobre los acontecimientos, pronunciándoles vibrantes discursos, por medio de los cuales los exhortaba a continuar la obra de liberación iniciada con la expulsión de las tropas incas del país. Encontró un amplio eco. En ese valle se organizó otro ejército, que llegó a contar 16 000 guerreros. Se convino cercar Santiago y tomar la ciudad por asalto en la primavera venidera, asociándose a Michimalonco y otros caciques.
Valdivia, iracundo por la noticia de la rebelión, comete el error de apresar y maltratar a todos los caciques e incas que pudo, para luego mantenerlos recluidos en calidad de rehenes en su casa de Santiago (donde está situado el Correo Central). Descollaba entre ellos el príncipe Quilicanta.
El resultado fue que estos caciques, que habían sostenido una prolongada guerra con Michimalonco, se reconciliaron con él y le ofrecieron su cooperación. De este modo, los españoles quedaron completamente aislados, y solo pudieron contar con la ayuda de los indios de Limache (del mapudungun "Lli machi" :Peñón del Brujo), que habían traído del Perú. El odio de los promaucaes se dirigió, en primer término, en contra de estos, que no podían dejarse ver en ninguna parte, pues eran agredidos y ultimados de inmediato. De este modo se privó a los españoles de sus fuerzas de trabajo, o al menos, ellas solo podían operar cuando estaban debidamente protegidas.
Sabedor que miles o quizás decenas de miles de promaucaes se aprestaban a atacar apenas se iniciara la primavera chilena, decide atacar a Michimalonco en su valle, por lo cual se dirigió a Aconcagua, llevando consigo a treinta jinetes, treinta arcabuceros y tropas auxiliares. Al pasar frente a Colina observaron dos espías sobre una loma.
Antes del alba del 11 de septiembre de 1541, jinetes españoles salieron de la ciudad para enfrentarse a los indígenas, cuyo número en un principio se estimaba en 8000 hombres y, posteriormente, en 20 000. A pesar de contar los españoles con caballería y mejores armas, los indígenas eran una fuerza superior, y al anochecer lograron que el ejército rival se batiese en retirada cruzando el río hacia el este, refugiándose de nuevo en la plaza. Entre tanto, otros indígenas, lanzando flechas incendiarias, lograron prender fuego a buena parte de la ciudad, dando muerte a cuatro españoles y a varios animales. Tan desesperada parecía la situación que el sacerdote local, Rodrigo González Marmolejo, afirmó que la batalla era como el Día del Juicio Final y que tan solo un milagro podía salvarlos.
Junto al negro Juan Valiente, fueron los únicos que lograron escapar, a caballo, del ataque dirigido por los caciques aliados a Michimalonco, Tangolongo y Chigaimango, quienes arrasaron con la guarnición. Pedro de Valdivia al informarse de la conspiración de Pedro Sánchez de la Hoz, se encontraba fuera de Santiago y los indígenas habían aprovechado para atacar. Inés Suárez decapitó a todos los caciques tomados como rehenes, y que retenía en su casa, por su propia mano, arrojando luego sus cabezas entre los atacantes. Estos, viendo el salvajismo de la española, abandonaron la contienda. Gerónimo de Bibar fue testigo de dicho salvajismo.

## Se casa
Gonzalo de los Ríos contrae matrimonio con María de Encío, natural de Bayona, Galicia, hermana de Juan de Encío, uno de los financistas de la expedición de Pedro de Valdivia. Mujer de la élite colonial, llegó a Chile en 1546 y fue manceba de Valdivia. Por exigencia del representante de la Corona, Pedro de la Gasca, al reconocerle el título de Gobernador y Capitán General del Reino de Chile, Valdivia tuvo que traer a su mujer de España, Marina Ortiz de Gaete, y casar a María con el general Gonzalo de los Ríos y Ávila Mendoza Enríquez de Cisneros, procurador de la ciudad de Santiago, administrador de las minas de oro de Marga Marga, feudatario del valle de Chile. Como dote, le entregó a la novia la mitad del valle de Papudo. 
De este matrimonio nació Gonzalo de los Ríos y Encío, llamado el Mozo, padre de Catalina de los Ríos y Lisperguer.

...que se declara pecadora y que no enuncia haber vivido como buena cristiana, pero que si manda que su entierro sea presidido por cruz alta, que se le diga misa cantada de cuerpo presente y que su cuerpo sea acompañado por el cura y sacristán de la catedral de Santiago, es decir con el mayor boato y representación del imaginario de la época que obliga a las mujeres de las elites a representarse para ser reconocida y percibida como perteneciente a un sector determinado de la sociedad, es decir representar el deber ser, incluso a la hora de la muerte.
Maria Encio en 1603